# غاريث هيوز
غاريث هيوز (بالإنجليزية: Gareth Hughes)‏ هو ممثل بريطاني (وحمل سابقاً جنسية المملكة المتحدة لبريطانيا العظمى وأيرلندا)، ولد في 23 أغسطس 1894 في المملكة المتحدة، وتوفي في 1 أكتوبر 1965 في الولايات المتحدة.

## وصلات خارجية
- غاريث هيوز على موقع IMDb (الإنجليزية)
- غاريث هيوز على موقع أول موفي (الإنجليزية)
- غاريث هيوز على موقع قاعدة بيانات برودواي على الإنترنت (الإنجليزية)
- غاريث هيوز على موقع قاعدة بيانات الأفلام السويدية (السويدية)
- غاريث هيوز على موقع قاعدة بيانات الفيلم (الإنجليزية)